# Episodi di Sara e Marti (seconda stagione)
La seconda stagione della serie televisiva Sara e Marti, composta da 20 episodi, è andata in onda in prima visione dal 21 gennaio al 15 febbraio 2019 su Disney Channel. 
| n° | Titolo                       | Prima TV Italia  |
| -- | ---------------------------- | ---------------- |
| 1  | Primo giorno di scuola       | 21 gennaio 2019  |
| 2  | Gara di popolarità           | 22 gennaio 2019  |
| 3  | Nuove sfide                  | 23 gennaio 2019  |
| 4  | Dammi fiducia                | 24 gennaio 2019  |
| 5  | La classe non è acqua        | 25 gennaio 2019  |
| 6  | Amiche per forza             | 28 gennaio 2019  |
| 7  | Bisogna essere forti         | 29 gennaio 2019  |
| 8  | Cuore, cosa vuoi dirmi?      | 30 gennaio 2019  |
| 9  | Tu gli piaci                 | 31 gennaio 2019  |
| 10 | Vincenti e perdenti          | 1 febbraio 2019  |
| 11 | Niente sarà come prima       | 4 febbraio 2019  |
| 12 | Un mistero chiamato amore    | 5 febbraio 2019  |
| 13 | Sorellina, ora sei nei guai! | 6 febbraio 2019  |
| 14 | È tutto così complicato...   | 7 febbraio 2019  |
| 15 | Decisioni impossibili        | 8 febbraio 2019  |
| 16 | Giù la maschera              | 11 febbraio 2019 |
| 17 | Sogni infranti               | 12 febbraio 2019 |
| 18 | Baci a sorpresa              | 13 febbraio 2019 |
| 19 | Si va in scena!              | 14 febbraio 2019 |
| 20 | Prima di mezzanotte          | 15 febbraio 2019 |